# WWE SmackDown
WWE SmackDown, também conhecido como Friday Night SmackDown ou simplesmente SmackDown, é um programa de televisão americano de luta livre profissional produzido pela WWE que atualmente é transmitido ao vivo todas as sextas-feiras às 20:00 ET no USA Network nos Estados Unidos e, na maioria dos mercados internacionais, na Netflix.
SmackDown é o programa de televisão mais assistido nas noites de sexta-feira nos Estados Unidos. O show apresenta personagens da marca SmackDown, para os quais os funcionários da WWE são designados para trabalhar e se apresentar. O show é atualmente considerado um dos dois principais shows, junto com Monday Night Raw.
SmackDown! estreou nos Estados Unidos na UPN em 29 de abril de 1999 e foi anteriormente transmitido nas noites de quinta-feira. O show mudou para as noites de sexta-feira em 9 de setembro de 2005 e começou a ser exibido na The CW em setembro de 2006, após a fusão da UPN e da WB. O show mais tarde mudou-se para MyNetworkTV em outubro de 2008. Em 1 de outubro de 2010, o SmackDown mudou-se para a rede a cabo Syfy, e, eventualmente, retornou às quintas-feiras em 15 de janeiro de 2015. O show então mudou para a irmã USA Network em 7 de janeiro de 2016, e mais tarde naquele ano, começando em 19 de julho de 2016, o SmackDown começou a transmitir ao vivo nas noites de terça-feira. A mudança do SmackDown para a FOX em 4 de outubro de 2019 marcou o retorno do programa às noites de sexta-feira e à televisão aberta (assim como a segunda vez que o SmackDown foi ao ar em uma rede de propriedade da FOX). Em 13 de setembro de 2024, o show retornou ao USA Network.
O SmackDown foi transmitido de mais de 100 arenas, 100 cidades e vilas, e nove países: Estados Unidos, Canadá, Reino Unido, Iraque em 2003 e 2004 para Tribute to the Troops, Japão em 2005, Itália em 2007, México em 2011, e França, Arábia Saudita e Alemanha em 2024. Antes de mudar para seu formato atual ao vivo, os episódios gravados estrearam algumas horas antes na Irlanda e no Reino Unido do que nos Estados Unidos (e um dia antes na Austrália, Canadá, Cingapura e Filipinas) devido a diferenças de horário. Para listas de transmissão internacionais, veja abaixo. O show comemorou seu 15º aniversário em 10 de outubro de 2014, e o episódio 1000 em 16 de outubro de 2018.
A WWE Network encerrou as operações nos Estados Unidos em 4 de abril de 2021, com todo o conteúdo movido para Peacock, que agora possui todos os episódios do SmackDown. Os episódios recentes ainda estão disponíveis para visualização sob demanda 30 dias após a data de exibição original.

## História

### Primeiros anos (1999–2009)

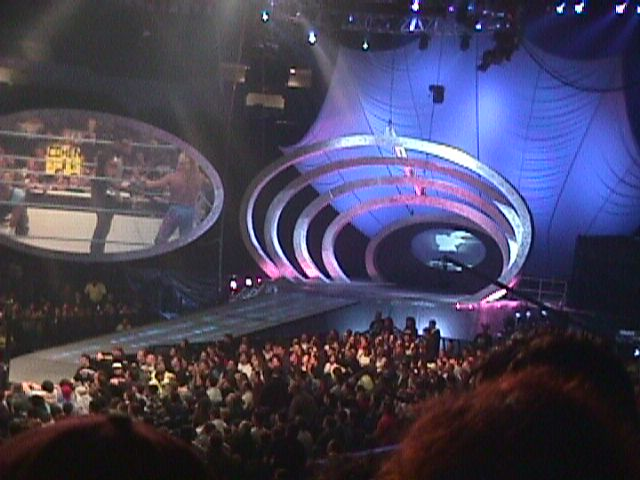
WWF SmackDown! set usado a partir de 26 de Agosto, 1999 até a 9 de Agosto, 2001

WWF SmackDown! foi criado para competir contra o show da noite de quinta-feira da World Championship Wrestling (WCW), Thunder. SmackDown! apareceu pela primeira vez em 29 de abril de 1999 usando o Raw como um único especial de televisão na UPN. Em 26 de agosto de 1999, SmackDown! estreou oficialmente na UPN. Como Thunder, SmackDown! foi gravado às terças-feiras e transmitido às quintas-feiras. O novo show da WWF foi tão popular que a WCW mudou o Thunder para as quartas-feiras para que não concorresse diretamente. Ao longo da existência inicial do show, The Rock rotineiramente chamando SmackDown! "seu show", em referência ao fato de que o nome foi derivado de um de seus bordões, "Layeth the Smack down". Em março de 2002, a WWF implementou a "extensão de marca", sob a qual Raw e SmackDown! teriam listas separadas de lutadores que são exclusivas de seus respectivos programas e eventos, e seriam posicionados no universo como "marcas" concorrentes (de uma maneira que lembra as conferências atléticas).
Na temporada 2004-05, SmackDown! teve uma audiência média de 5,1 milhões de espectadores, tornando-se a segunda série de maior audiência da UPN, atrás de America's Next Top Model. Com o cancelamento de Star Trek: Enterprise, SmackDown! mudou-se para seu antigo horário nas noites de sexta-feira para a temporada 2005-06, começando em 9 de setembro de 2005. A WWE anunciou posteriormente que o show seria renomeado Friday Night SmackDown! para enfatizar o novo agendamento.

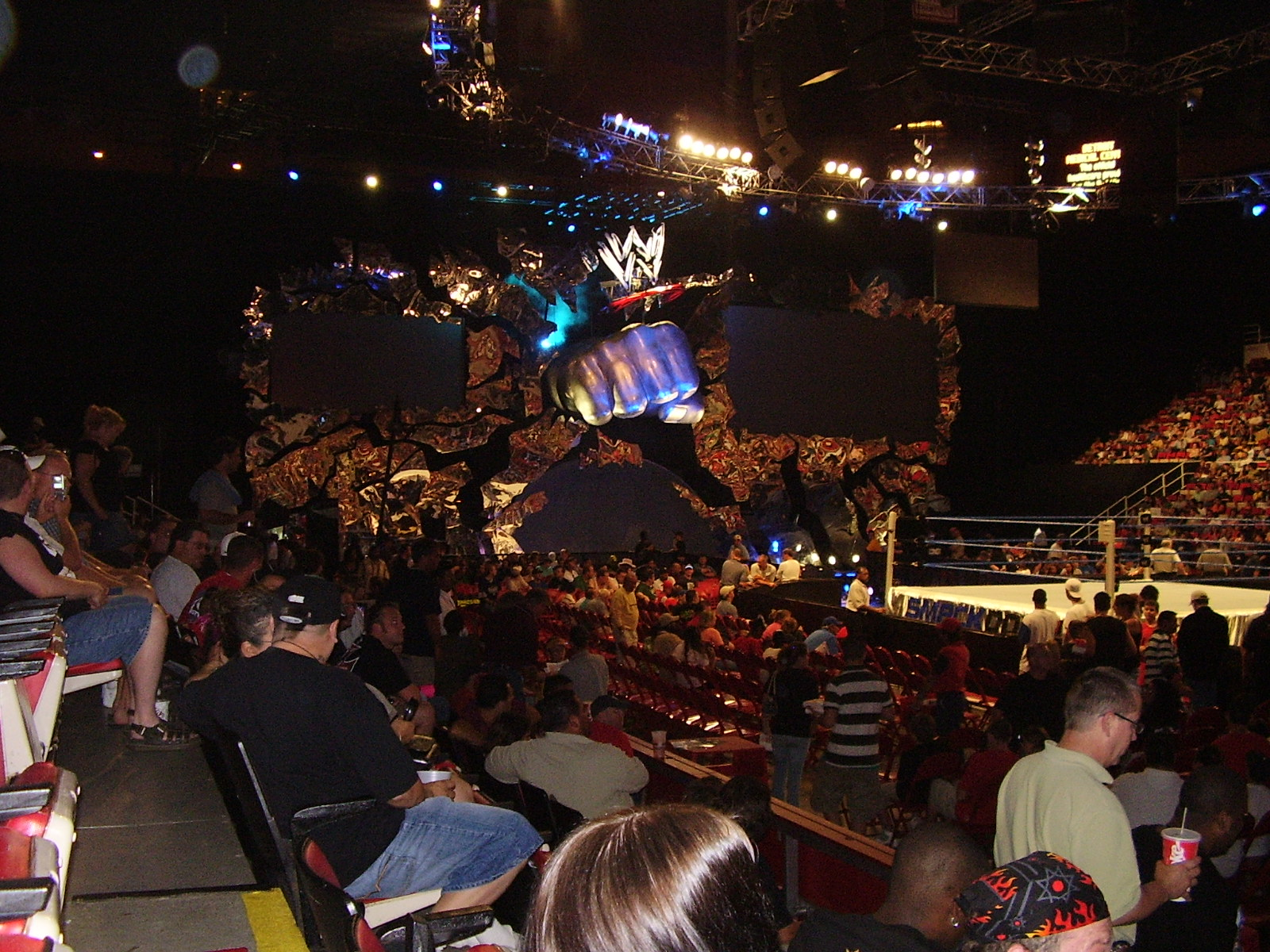
Variações do punho e espelhos usados a partir de 16 de Agosto de 2001 até 18 de Janeiro de 2008

Em janeiro de 2006, a CBS Corporation e a Warner Bros. Entertainment anunciaram que UPN e The WB se fundiriam para formar uma nova rede conhecida como The CW naquele outono. Como parte do anúncio, a CW anunciou que renovaria o Friday Night SmackDown! por mais duas temporadas como parte de seu cronograma de lançamento - que se baseou nos programas mais fortes de seus dois antecessores. Em 22 de setembro de 2006, Friday Night SmackDown! exibiu seu primeiro episódio na The CW.
A CW se recusou a renovar o SmackDown, resultando na série sendo escolhida em outubro de 2008 pela MyNetworkTV, uma segunda nova rede que havia sido formada pela Fox Entertainment Group para enfrentar ex-afiliadas da UPN e WB que não foram selecionadas para ingressar na The CW. Mantendo seu horário anterior de sexta-feira à noite, a estréia da temporada do SmackDown no MyNetworkTV foi o programa de maior audiência na história da nova rede, com 3,2 milhões de espectadores. Em 20 de março de 2009, o SmackDown celebrou seu 500º episódio.

### Mudança para Syfy e USA Network (2010–2019)
Em 1 de outubro de 2010, como parte de um novo acordo de transmissão com a NBC Universal, o SmackDown mudou-se para o Syfy, mantendo seu
horário de sexta à noite. Antes desta estreia do SmackDown, Michael Cole apresentou um show "pré-jogo". O movimento viu Syfy pagar cerca de US $ 30 milhões para o show em oposição aos US $ 20 milhões pagos por sua antiga rede MyNetworkTV.
Durante o episódio do Raw de 29 de agosto de 2011, a WWE dissolveu a extensão da marca, permitindo assim que os artistas aparecessem no Raw e no SmackDown a qualquer momento sem restrições. O episódio de 14 de outubro de 2011 fez do SmackDown a segunda série de televisão episódica semanal mais longa da história da televisão americana (atrás do Raw, que ultrapassou essa marca em 1 de agosto de 2005). Em 18 de janeiro de 2013, o SmackDown celebrou seu 700º episódio.
Em 10 de outubro de 2014, o SmackDown comemorou seu aniversário de 15 anos. Para ajudar a comemorar o 15º aniversário, Stephanie McMahon saiu primeiro, depois Laurinaitis e Long, respectivamente, o último dos quais manteve-se um contra o outro para o evento principal da noite até que McMahon decidiu manter a luta de duplas de 15 homens que Long sugeriu, sob a condição de Laurinaitis e Long serem os capitães de cada equipe como na WrestleMania XXVIII. A equipe de Long venceu a partida. Em 16 de dezembro de 2014, o SmackDown exibiu um especial de 800º episódio ao vivo no canal irmão de Syfy, USA Network, SuperSmackDown Live!, apresentando um evento principal entre Dolph Ziggler e Seth Rollins.
Em janeiro de 2015, o SmackDown voltou ao horário de quinta-feira. Esperava-se que o retorno às noites de quinta-feira ajudasse a atrair um público mais jovem para o Syfy, bem como mais dólares de publicidade premium de profissionais de marketing, que tendem a gastar mais para promover seus produtos, especialmente lançamentos de filmes, à noite, à medida que os consumidores se dirigem ao fim de semana. A última exibição do SmackDown em uma noite de sexta-feira teve 2,43 milhões de espectadores com 0,7 share. Em 7 de janeiro de 2016, o SmackDown mudou-se para a USA Network, permanecendo nas noites de quinta-feira. Com a mudança, todos os três principais programas da WWE – Raw, SmackDown e Tough Enough – iriam ao ar na mesma rede pela primeira vez.
Em 25 de maio de 2016, como parte da reimplementação da extensão da marca e divisão entre Raw e SmackDown, foi anunciado que o SmackDown passaria para as noites de terça-feira e seria transmitido ao vivo. No Raw de 11 de julho de 2016, Vince McMahon nomeou Shane McMahon o comissário do SmackDown. Então, na semana seguinte no Raw, Daniel Bryan foi revelado como o novo General Manager do SmackDown. Em 22 de julho de 2016, o gerente geral Daniel Bryan revelou o novo logotipo do SmackDown em sua página oficial no Twitter, renomeando o show como SmackDown Live. Em 10 de abril de 2018, o comissário do SmackDown, Shane McMahon, anunciou que Daniel Bryan estava de volta como lutador da WWE em tempo integral e nomeou Paige a nova gerente geral.

### SmackDown na Fox (2019–2024)

O logo do SmackDown utilizado de 4 de outubro de 2019 a 6 de setembro de 2024, durante sua exibição na Fox.

Em 26 de junho de 2018, a Fox anunciou um acordo de cinco anos para transmitir o SmackDown, em um acordo no valor de US$ 205 milhões por ano. O SmackDown estrearia em 4 de outubro de 2019, com seu primeiro episódio sendo o especial de 20º aniversário. O episódio também marcou o retorno do SmackDown às noites de sexta-feira e o retorno da programação da WWE à Fox pela primeira vez desde que a rede transmitiu o episódio de 14 de novembro de 1992 do Saturday Night's Main Event. O acordo veio quando o acordo de transmissão anterior da WWE com a USA Network para transmitir tanto o SmackDown quanto o WWE Raw estava prestes a expirar, e como a Fox tem enfatizado cada vez mais a programação esportiva ao vivo e o entretenimento sem roteiro após sua próxima venda de seu estúdios de casa para a Disney. A Fox esperava adquirir o Raw para a rede Fox e o SmackDown para o FS1. No entanto, em meio a uma situação de licitação competitiva, a NBCUniversal concentrou seus esforços na renovação do Raw, liberando a Fox para assinar com o SmackDown. Em particular, a Fox prometeu uma maior quantidade de promoção para o SmackDown durante sua programação esportiva, bem como um show de estúdio voltado para a WWE (WWE Backstage) no FS1.
Fox começou uma campanha publicitária por Wieden+Kennedy para o movimento, "We're All Superstars", para coincidir com o início da temporada de futebol, revelando um novo logotipo e a reintegração do título Friday Night SmackDown.
A partir de 13 de março de 2020, todos os shows da WWE foram cancelados indefinidamente devido à pandemia do COVID-19, com SmackDown, Raw e pay-per-views sendo transmitidos de um estúdio no WWE Performance Center em Orlando, Flórida, sem audiência inicial aquela noite. O episódio seguinte também contou com Triple H como comentarista convidado, e uma apresentação bis da luta Elimination Chamber pelo Campeonato de Duplas do SmackDown do pay-per-view titular no domingo anterior. Em 17 de agosto, a WWE anunciou que o SmackDown, Raw e pay-per-views sairiam do Performance Center para o "WWE ThunderDome" no Amway Center de Orlando, começando com SmackDown em 21 de agosto. O programa continuou a ser transmitido a portas fechadas, mas com uma audiência virtual e produção de arena aprimorada. A WWE voltou a sediar shows de turnê para SmackDown e Raw em junho de 2021.
Desde a mudança para a Fox, o SmackDown ocasionalmente foi antecipado para o FS1 devido a conflitos com outras programações da Fox Sports exibidas no horário nobre, particularmente na pós-temporada da Major League Baseball. Em uma instância em outubro de 2019 devido à World Series, uma versão de uma hora do episódio foi ao ar na Fox na tarde do domingo seguinte.
Em conjunto com o evento |Money in the Bank de 2023, realizado na The O2 Arena em Londres, Inglaterra, em 1º de julho, o episódio de 30 de junho de 2023 do SmackDown foi realizado no mesmo local e transmitido ao vivo pelo BT Sport durante o horário nobre local pela primeira vez. Em 2024, o programa exibiu episódios de outros países pela primeira vez, em conjunto com outros PPVs da WWE, incluindo 3 de maio para o Backlash France (LDLC Arena em Décines-Charpieu, Lyon, França), 24 de maio para o King and Queen of the Ring (Jeddah Super Dome em Gidá, Arábia Saudita) e 31 de agosto para o Bash in Berlin (Uber Arena em Berlim, Alemanha).

### Retorno ao USA Network e mudança global para a Netflix (2024–presente)
Em 21 de setembro de 2023, foi anunciado que o SmackDown retornaria ao USA Network em outubro de 2024, após o vencimento do contrato da WWE com a Fox. O acordo com a NBCUniversal foi reportado como tendo o valor de $1,4 bilhão por cinco anos, um aumento em relação ao acordo anterior. Como parte do acordo, a WWE também concordou em produzir quatro especiais de horário nobre para a rede de televisão irmã, a NBC, por ano; esses especiais foram posteriormente revelados como uma segunda versão do Saturday Night's Main Event, que estreou em 14 de dezembro de 2024.
A data original para o retorno do SmackDown ao USA Network era 4 de outubro de 2024, o quinto aniversário de sua estreia na Fox. No entanto, a Fox havia planejado originalmente mover os três episódios finais do SmackDown para o FS1 para acomodar a estreia do Fox College Football Friday em seu antigo horário de exibição. Em 9 de maio de 2024, o USA Network anunciou que o SmackDown retornaria ao canal em 13 de setembro de 2024, mantendo seu horário às noites de sexta-feira.
Em 20 de dezembro de 2024, a WWE anunciou que o SmackDown se expandiria para três horas a partir de 3 de janeiro de 2025, substituindo o NXT Level Up. Como a Netflix adquiriu os direitos de transmissão dos programas da WWE fora dos Estados Unidos, e do Raw globalmente a partir de janeiro de 2025, o episódio do SmackDown foi transmitido no YouTube internacionalmente de forma provisória. A estreia formal do SmackDown na Netflix foi no episódio de 10 de janeiro, após a estreia do Raw na Netflix.

## Produção
A WWE geralmente gravava o SmackDown nas Terças a noite e exibia nas noites de Sexta no Syfy na mesma semana. Ocasionalmente as gravações aconteciam segunda antes ou depois do Raw nesse caso o episódio recebia o nome de "Supershow".
De julho de 2016 a setembro de 2019, o SmackDown começava a ser exibido ao vivo nas noites de terça-feira na USA Network e passou a ser chamado de SmackDown Live, voltando a ter um elenco próprio. O show havia ganhado novo logotipo, novo gráfico, novo palco, nova música tema e as cordas do ringue passaram a ser azuis.
Desde de 2019 o SmackDown começa com a música Are you Ready do AC\DC. Na sua estréia no Syfy foi usada a música "Let it Roll" do Divide the Day.
O show começou a ser transmitido em HD começando no dia 25 de Janeiro de 2008 onde um novo set estreou. Seguindo a primeira transmissão em HD, o ponto de exclamação foi extinto.

### Músicas tema
| Título da música          | Escrito e/ou executado por    | Datas usadas | Referências          |
| ------------------------- | ----------------------------- | --- | -------------------- |
| "Everybody on the Ground" | Jim Johnston                  | 29 de abril de 1999 – 9 de agosto de 2001                                                                             | [ 64 ]               |
| "The Beautiful People"    | Marilyn Manson                | 16 de agosto de 2001 – 15 de maio de 2003                                                                             | [ 64 ]               |
| "I Want It All"           | Jim Johnston                  | 22 de maio de 2003 – 16 de setembro de 2004                                                                           | [ 64 ] [ 65 ]        |
| "Rise Up"2                | Drowning Pool                 | 23 de setembro de 2004 – 26 de setembro de 2008                                                                       | [ 64 ] [ 66 ]        |
| "If You Rock Like Me"     | Jim Johnston                  | 3 de outubro de 2008 – 25 de setembro de 2009                                                                         | [ 64 ]               |
| "Let It Roll"             | Divide the Day                | 2 de outubro de 2009 – 24 de setembro de 2010                                                                         | [ 64 ]               |
| "Hangman"                 | Rev Theory                    | 2010 – 2013 | [ 64 ]               |
| "Know Your Enemy"         | Green Day                     | 1º de outubro de 2010 – 19 de outubro de 2012                                                                         | [ 64 ]               |
| "Born 2 Run"              | 7Lions                        | 26 de outubro de 2012 – 4 de abril de 2014                                                                            | [ 64 ]               |
| "This Life"               | CFO$                          | 11 de abril de 2014 – 9 de janeiro de 2015; esta versão da música com Dylan Owen foi usada como a música pára-choque. | [ 64 ]               |
| "Centuries"               | Fall Out Boy                  | 10 de outubro de 2014 (usado apenas para o 15º aniversário do SmackDown)                                              | [ 67 ] [ 68 ] [ 69 ] |
| "Black and Blue"          | CFO$                          | 15 de janeiro de 2015 – 19 de julho de 2016                                                                           | [ 70 ]               |
| "Take a Chance"           | CFO$                          | 26 de julho de 2016 – 24 de setembro de 2019                                                                          | [ 71 ]               |
| "Victorious"              | Panic! at the Disco           | 16 de outubro de 2018 (usado apenas para o episódio 1000 do SmackDown)                                                |                      |
| "Are You Ready"           | AC/DC                         | 4 de outubro de 2019 – 14 de outubro de 2022                                                                          | [ 72 ]               |
| "Prime Time Open"         | Jim Johnston                  | 7 de maio de 2021 (usado apenas para Throwback SmackDown!)                                                            |                      |
| "Nobody Better Than Me"   | def rebel ft. Supreme Madness | 21 de outubro de 2022 – 6 de setembro de 2024                                                                         |                      |
| "Red"                     | Hardy ft. Morgan Wallen       | 8 de dezembro de 2023 (usada apenas para o Tribute to the Troops 2023)                                                |                      |
| “Neva Play” 1             | Megan Thee Stallion ft. RM    | 13 de setembro de 2024 – presente                                                                                     | [ 1 ]                |

Notas
1. ↑ Títulos de músicas em negrito estão sendo usados atualmente como tema de abertura.
2. ↑ A primeira versão era um instrumental composto por Jim Johnston e só foi usado em 23 de setembro de 2004 para o SmackDown's 5th Anniversary. Outra versão foi realizada por Ryan McCombs intitulada "Rise Up 2006" e foi usada a partir de 24 de março de 2006.